# Herb Łaz
Herb Łaz – jeden z symboli miasta Łazy i gminy Łazy w postaci herbu przyjęty w 1969 r. uchwałą Miejskiej Rady Narodowej.

## Wygląd i symbolika
Herb przedstawia na czerwonej tarczy herbowej pochyloną literę „L” barwy żółtej. Litera przedzielona jest uskrzydloną ośką koła (podobnie do symbolu kolejarzy), tworząc w ten sposób literę „Ł”. Tarcza herbu otoczona jest granatową bordiurą.
Motyw herbu odnosi się do działającego w mieście węzła kolejowego oraz do nazwy miasta.